# Престон, Келли
Ке́лли Пре́стон (англ. Kelly Preston), имя при рождении — Ке́лли Камалелехуа́ Смит (англ. Kelly Kamalelehua Smith; 13 октября 1962, Гонолулу, Гавайи, США — 12 июля 2020, Хьюстон, Техас, США) — американская актриса и фотомодель. Она снялась в 60 фильмах, среди которых: «Шалопай», «Близнецы», «Джерри Магуайер», «Ради любви к игре», «Чего хочет девушка», «Вид сверху лучше», «Кот» и «Так себе каникулы».

## Юность
Келли Камалелехуа Смит родилась в Гонолулу, Гавайи. Ее мать, Линда, работала администратором центра психического здоровья. Её отец, работавший в сельскохозяйственной фирме, утонул, когда Келли было три года. Мать впоследствии вышла замуж за Питера Палзиса, директора по персоналу. Он удочерил Келли, она использовала его фамилию в начале своей актерской карьеры. У неё также был младший сводный брат, Крис Палзис.
В детстве Престон жила в Ираке, а также в Австралии, где посещала школу Пембрука в Аделаиде. Затем ходила в школу Пунаху в Гонолулу. После окончания школы она стала изучать драму в Университете Южной Калифорнии.

## Карьера

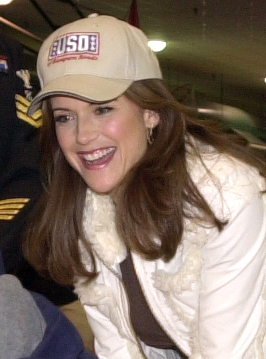
Престон в 2005 году

Живя в Австралии, Престон была замечена в возрасте 16 лет модным фотографом, который помог ей получить работу в рекламе и небольшие роли в кино. Он устроил ей первое прослушивание на роль Эммелины в фильме «Голубая лагуна», которая впоследствии была отдана Брук Шилдс. В то время она сменила свою фамилию на Престон.
На американском континенте первый раз снялась в роли дочери полковника для телесериала «Во имя любви и чести» (1983). В своих последующих работах «Шалопай» (1985) и «Тайный поклонник» (1985) освоила для себя амплуа комедийной актрисы, а в следующей своей работе «Подцеплен по-крупному» (1986) сумела проявить мелодраматический талант.
Одна из главных ролей в фильме «Американские часы» (1993), который снимался для кабельного телевидения, поставила её в ряд наиболее популярных молодых актрис.
Большой успех пришёл к ней после участия в фильме «Близнецы», где она появилась на съёмочной площадке рядом с Дэнни Де Вито и Арнольдом Шварценеггером и сыграла Марни Мейсон. Эта незначительная роль, тем не менее, открыла Келли Престон дорогу в мир Голливуда. Затем последовали роли в фильмах «Джерри Магуайер», «Святоша», «Нечего терять» и «Джек Фрост».
В 2000-х Престон продолжала оставаться востребованной актрисой, среди ее работ также значатся фильмы: «Поле битвы: Земля», «Высший пилотаж», «Чего хочет девушка», «Вид сверху лучше» и «Десятый круг».
В 2004 году Престон снялась в клипе на песню «She Will Be Loved» группы Maroon 5.
Престон была пресс-секретарем бренда Neutrogena, появляясь в его печатной и телевизионной рекламе.
Последнее появление Престон на красной ковровой дорожке состоялось на нью-йоркской премьере фильма её супруга Джона Траволты «Кодекс Готти» в 2018 году.
Последним появлением в кино для нее стала роль в фильме «С рельсов», который вышел в прокат в 2021 году.

## Личная жизнь

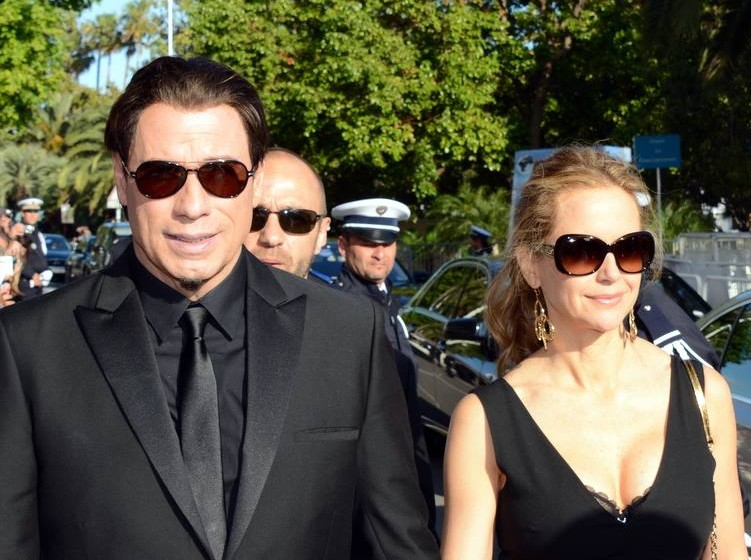
Престон со своим мужем Джоном Траволтой на Каннском кинофестивале в 2014 году

С 1985 по 1987 год Престон была замужем за актёром Кевином Гейджем.
В конце 1980-х годов Престон встречалась с актёром Джорджем Клуни.
В 1990 году Престон была помолвлена с актёром Чарли Шином. Их отношения закончились вскоре после того, как он, якобы, выстрелил ей в руку. В интервью TMZ от 2011 года Престон сказала, что Шин не стрелял в неё.
В 1987 году Престон познакомилась с актёром Джоном Траволтой на съёмках фильма «Эксперты». В сентябре 1991 года Келли и Джон прилетели в Отель де Крийон, расположенный на Площади Согласия в Париже. Вначале планировалось, что 5 сентября 1991 года французский саентологический священник проведёт церемонию венчания в соответствии с обрядами саентологии (так как Келли и Джон оба являлись саентологами), но церемония не состоялась. Повторно церемония была проведена через неделю, 12 сентября, в городе Дейтона-Бич, штат Флорида. У Престон и Траволты родилось трое детей: сын Джетт Траволта (13 апреля 1992 — 2 января 2009), дочь Элла Блю Траволта (род. 3 апреля 2000) и второй сын — Бенджамин Хантер Калео Траволта (род. 23 ноября 2010).

## Смерть
12 июля 2020 года Престон умерла в возрасте 57 лет, через два года после того, как ей поставили диагноз рак молочной железы. Её диагноз держался в тайне и не был широко известен. Престон проходила лечение в онкологическом центре доктора Андерсона в Хьюстоне, штат Техас, она также лечилась в других медицинских центрах.

## Фильмография
| Год       |     | Русское название                      | Оригинальное название                    | Роль                        |
| --------- | --- | ------------------------------------- | ---------------------------------------- | --------------------------- |
| 1980      | с   | Гавайи 5-O                            | Hawaii Five-O                            | Уэнди                       |
| 1982      | с   | Капитолий                             | Capitol                                  | Джиллиан Маккендлесс        |
| 1983      | с   | Медэксперт Куинси                     | Quincy M.E.                              | Джинджер Ривз               |
| 1983      | с   | Отступники                            | The Renegades                            | Лиза Праймус                |
| 1983      | ф   | За десять минут до полуночи           | 10 to Midnight                           | Дорин                       |
| 1983      | с   | Калифорнийский дорожный патруль       | CHiPs                                    | Анна                        |
| 1983      | ф   | Металлический шторм: Крах Джаред-Сина | Metalstorm: The Destruction of Jared-Syn | Диана                       |
| 1983      | тф  | Во имя любви и чести                  | For Love and Honor                       | Мэри Ли                     |
| 1983      | ф   | Кристина                              | Christine                                | Розанна                     |
| 1983      | тф  | Одинокая звезда                       | Lone Star                                | Рыжая                       |
| 1983—1984 | с   | Во имя любви и чести                  | For Love and Honor                       | Мэри Ли                     |
| 1984      | с   | Быстрое течение                       | Riptide                                  | Шерри Майерс                |
| 1984      | с   | Голубой гром                          | Blue Thunder                             | Эми Брэддок                 |
| 1985      | ф   | Шалопай                               | Mischief                                 | Мэрилин                     |
| 1985      | ф   | Тайный поклонник                      | Secret Admirer                           | Дебора Энн Фимпл            |
| 1986      | ф   | Пикник в космосе                      | SpaceCamp                                | Тиш                         |
| 1986      | ф   | Подцеплен по-крупному                 | 52 Pick-Up                               | Сини                        |
| 1987      | ф   | Любовь в опасности                    | Love at Stake                            | Сара Ли                     |
| 1987      | ф   | Тигриная история                      | A Tiger’s Tale                           | Ширли                       |
| 1987      | ф   | Амазонки на Луне                      | Amazon Women on the Moon                 | Вайолет                     |
| 1988      | ф   | Служители дьявола                     | Spellbinder                              | Миранда Рид                 |
| 1988      | ф   | Близнецы                              | Twins                                    | Марни Мейсон                |
| 1989      | ф   | Эксперты                              | Experts                                  | Бонни                       |
| 1990      | с   | Байки из склепа                       | Tales from the Crypt                     | Линда                       |
| 1991      | ф   | Беги                                  | Run                                      | Карен Лэндерс               |
| 1991      | тф  | Прекрасная невеста                    | The Perfect Bride                        | Лора                        |
| 1992      | ф   | Только ты                             | Only You                                 | Аманда Хьюз                 |
| 1993      | тф  | Американские часы                     | American Clock                           | Дайана Марли                |
| 1994      | в   | Двойное пересечение                   | Double Cross                             | Вера Бланшар                |
| 1994      | тф  | Воин племени шайеннов                 | Cheyenne Warrior                         | Ребекка Карвер              |
| 1994      | ф   | Любовь — это оружие                   | Love Is a Gun                            | Джин Старр                  |
| 1995      | ф   | Миссис Манк                           | Mrs. Munck                               | молодая Роуз                |
| 1995      | ф   | В ожидании выдоха                     | Waiting to Exhale                        | Кэтлин                      |
| 1996      | ф   | От заката до рассвета                 | From Dusk Till Dawn                      | репортёр Келли Хоуг         |
| 1996      | ф   | Гражданка Рут                         | Citizen Ruth                             | Рейчел                      |
| 1996      | ф   | Запёкшаяся кровь                      | Curdled                                  | Келли Хог                   |
| 1996      | кор | Маленькие сюрпризы                    | Little Surprises                         | Джинджер                    |
| 1996      | ф   | Джерри Магуайер                       | Jerry Maguire                            | Эйвери Бишоп                |
| 1997      | ф   | Дурман любви                          | Addicted to Love                         | Линда                       |
| 1997      | ф   | Нечего терять                         | Nothing To Lose                          | Энн Бим                     |
| 1998      | ф   | Святоша                               | Holy Man                                 | Кейт Ньюэлл                 |
| 1998      | ф   | Добро пожаловать в Голливуд           | Welcome to Hollywood                     | в роли самой себя           |
| 1998      | ф   | Джек Фрост                            | Jack Frost                               | Гэбби Фрост                 |
| 1999      | ф   | Ради любви к игре                     | For Love of the Game                     | Джейн Обри                  |
| 2000      | ф   | Поле битвы: Земля                     | Battlefield Earth                        | Чирк                        |
| 2000      | тф  | Барная тусовка                        | Bar Hopping                              | Биби                        |
| 2001      | ф   | Папаша и другие                       | Daddy and Them                           | Роуз                        |
| 2003      | ф   | Вид сверху лучше                      | View from the Top                        | Шерри                       |
| 2003      | ф   | Чего хочет девушка                    | What a Girl Wants                        | Либби Рейнольдс             |
| 2003      | ф   | Кот                                   | Cat in the Hat                           | Джоан Уолден                |
| 2004      | ф   | Безумные похороны                     | Eulogy                                   | Люси Коллинз                |
| 2004      | ф   | Вернуть отправителю                   | Return to Sender                         | Сьюзан Кеннан               |
| 2004      | с   | Джоуи                                 | Joey                                     | Донна Ди Грегорио           |
| 2005      | с   | Толстая актриса                       | Fat Actress                              | Куинн Тейлор Скотт          |
| 2005      | ф   | Высший пилотаж                        | Sky High                                 | Джози Стронгхолд / «Стрела» |
| 2006      | ф   | Разрушенные мосты                     | Broken Bridges                           | Анджела Дентон              |
| 2007      | ф   | Смертный приговор                     | Death Sentence                           | Хелен Хьюм                  |
| 2008      | кор | Пронзённый                            | Struck                                   | Триста                      |
| 2008      | с   | Медиум                                | Medium                                   | Меган Дойл                  |
| 2008      | тф  | Десятый круг                          | The Tenth Circle                         | Лора Стоун                  |
| 2008      | с   | Перестрелка в пригороде               | Suburban Shootout                        | Камилла Даймонд             |
| 2009      | ф   | Так себе каникулы                     | Old Dogs                                 | Вики                        |
| 2010      | ф   | Из Парижа с любовью                   | From Paris with Love                     | женщина на Эйфелевой башне  |
| 2010      | ф   | Последняя песня                       | The Last Song                            | Ким Миллер                  |
| 2010      | ф   | Казино Джек                           | Casino Jack                              | Пэм Абрамофф                |
| 2013      | с   | —                                     | The Stafford Project                     | Табита                      |
| 2013      | тф  | Сохраняйте спокойствие и Кэри Ван     | Keep Calm and Karey On                   | Кэри                        |
| 2014      | кор | —                                     | Dissonance                               | Ким                         |
| 2008      | с   | C.S.I.: Киберпространство             | CSI: Cyber                               | Грир Латимор                |
| 2018      | ф   | Кодекс Готти                          | Gotti                                    | Вероника Готти              |